# Krommenohl
Krommenohl ist ein Ortsteil der Gemeinde Marienheide im Oberbergischen Kreis in Nordrhein-Westfalen.

## Lage und Beschreibung
Der Ort liegt etwa 3,8 km vom Gemeindezentrum entfernt.
Krommenohl (bisweilen „Krummenohl“ geschrieben, früher auch „Crummenohl“ und „Crommenohl“), ganz im Nordwesten der Gemeinde, kam am 1. Januar 1975 durch § 16 Köln-Gesetz zur Gemeinde Marienheide. Es gehörte zuvor zur nun aufgelösten Gemeinde Klüppelberg.

## Geschichte
Die Ortschaft Krommenohl ist für das Bergische Land ein historischer Ort, wohl der bekannteste der Pulverindustrie. Mit Recht wurde einstmals im Tal der Wipper vom „Königreich Buchholz“ gesprochen. In Krommenohl befanden sich Gebäude und Anlagen des Unternehmens Cramer & Buchholz, u. a. das ehemalige Kontorgebäude und das heute als Wohnhaus dienende „Tabakhäuschen“, das Pausengebäude der Pulvermühlen, in dem die Arbeiter rauchen konnten.
Zum Erbgut Krommenohl gehörten einmal 3000 Morgen Land. Erworben hat diesen Besitz die „Dynastie“ der Cramer & Buchholz. Hatte ein Jörg Wolter doch bereits im Dreißigjährigen Krieg mit der Produktion von Schwarzpulver in der Pulverbecke bei Rönsahl begonnen (1620) und seinem Schwiegersohn Cramer das Wissen darum weitervererbt, so trat in der später „sohnlosen“ Familie Cramer 1830 ein junger Mann mit Namen Carl Friedrich Buchholz auf und heiratete „sich ein“. Das Bündnis für viele Jahrzehnte bester Pulverfabrikation war geschlossen.
Allein die Cramers hatten schon in großem Wohlstand gelebt. Sie ließen sich Villen errichten im Tal der Wipper und in Rönsahl. Der Baumeister Schinkel hat Hand angelegt, so hört man immer wieder, und die Verbindung zum preußischen Königshaus war auch nahtlos gegeben.
Das Rönsahl Pulver war sehr begehrt: dieses Pulver, das einst der Mönch Berthold Schwarz als eine explosive Mischung bei einem seiner alchimistischen Versuche zur Goldherstellung auch zufällig entdeckte. Es war das Jahr 1353. Die Pulverfabrikanten verstanden es tatsächlich, dieses Pulver zu ihrem Gold zu machen.
Man spricht nicht umsonst heute noch vom sogenannten Schwarz-Pulver – nach dem Mönch Schwarz.
Streng gehütet war lange Zeit auch die Zusammensetzung des Pulvers. Heute ist dieses längst kein Geheimnis mehr.
Das Rönsahler Pulver bestand aus 65 % Salpeter, 20–22 % Schwefel und 12–13 % Holzkohle. Salpeter und Schwefel wurden aus Übersee herbeigeschafft, so z. B. aus Chile mit den schnellen, „Clipper“ genannten Segelschiffen.
300 Jahre Schießpulverindustrie in und um Rönsahl und Ohl: Die große Nachfrage nach Schießpulver im Dreißigjährigen Krieg und die einsetzende Nutzung von Schwarzpulver im aufblühenden Bergbau nach Kriegsende begünstigten die wirtschaftliche Lage der Pulvermühlen.
1680 wurden zwei Mühlen erstmals urkundlich erwähnt. Anlässlich einer Vorschusszahlung mussten die Eigentümer aller Hämmer, Schmieden und Mühlen bestimmte Beträge entrichten. Jeweils 20 Reichstaler hatten die Pulvermühlen „zu Ballenbrügge“ (später in der Lingese Talsperre versunken) und die Pulvermühle „beym Dorffe“ zu zahlen. (Anmerkung: Den Standort der Pulvermühle „beym Dorffe“ vermutet man in Krommenohl, dort wo jetzt das Wohnhaus Böckelt steht.)
Pulvermacher aus der Familie Cramer betrieben in Krommenohl (1723 pachteten sie vom Kloster Marienheide das Grundstück an der Wipper, um dort eine Pulvermühle zu errichten) und in der Pulver-Becke ihre Mühlen.
Schon früh erlangte das hiesige Pulver durch seine hohe Qualität eine so große Nachfrage, dass der überwiegende Teil der Produktion exportiert wurde. Rege Geschäftsbeziehungen bestanden mit Kölner Handelshäusern.
In einer vollständigen Übersicht aller Pulvermühlen in Westdeutschland aus den Jahren um 1800 konzentrieren sich die Hälfte der dort aufgelisteten Werke im Raum Krommenohl. Es befanden sich damals an der Wupper zwischen Marienheide und Klaswipper acht Pulvermühlen, sieben davon gehörten Angehörigen der Cramer-Familie und eine einem Kruse aufm Singern, jetzt Marienheide.
Nach der Napoleonischen Herrschaft brachte die nun aufstrebende Industrie und der damit verbundene große Bedarf an Rohstoffen eine ständig steigende Nachfrage an Sprengpulver im Bergbau und in den Steinbrüchen. Neue Märkte in Übersee konnten erschlossen werden. Die immer populärer werdenden Schützenvereine brachten große Nachfrage nach Scheibenpulver. In einer Aufstellung aus dem Jahre 1824 werden die in den heimischen Pulvermühlen produzierten Pulversorten aufgeführt. Danach wurde hauptsächlich Scheibenpulver hergestellt, in geringeren Mengen wurde Sprengpulver, Jagd- und Militärpulver produziert.
In der gleichen Aufstellung wird auch über die in dem beschriebenen Zeitraum explodierten Mühlen berichtet. Demnach explodierten 1822 und 1823 in Crummenohl zwei nahe beieinanderliegende Werke der Witwe Joh. Hermann Cramer.
Hatte schon Schinkel planerisch am Giebel des Hauses Villa Ohl ‚Hand angelegt‘, so gab man sich auch sonst standesgemäß. Livrierte Diener sorgten für das Wohlbefinden und die Häuser in Krommenohl, Ohl und Rönsahl zeugen trotz Patina noch heute von gehobenem Wohlstand. Da waren die Hausmädchen ‚in Stellung‘ und mussten ein eigenes Dienstmädchentreppenhaus benutzen, um den Herrschaften nicht auf der Treppe zu begegnen. Auch hatte man eine Remise mit einer ordentlichen Ausstattung. Die Kutschen waren vom Feinsten und die Kutscher stets fahrbereit.
Am 16. Oktober 1913, einen Tag bevor er das Völkerschlachtdenkmal in Leipzig einweihte, kam Kaiser Wilhelm II. angereist. Warum gerade hierher? Er wollte sich des Beistands des Rheinlandes für „Feldzüge“ sicher sein und hatte einige Propagandafahrten vor sich. In ein Haus aber kehrte er ein, länger als überall sonst. Hier in der Villa Ohl traf er seinen Freund aus der Marine-Ausbildung, den Kapitän Buchholz wieder. Dieser hatte schon beim Boxer-Aufstand 1901 mit Waffengewalt geholfen, „den Widerstand der Chinesen zu brechen“ (Germans to the front! hieß es damals lautstark). Und hier war er auch eine ganze Weile beschäftigt, sich mit der Erinnerung und seinem „Freund“ auseinanderzusetzen.

## Söhne und Töchter
Carl August Buchholz (1837–1914), der in Krommenohl geborene Unternehmer war Schießpulver-Fabrikant. Er verstarb in Ohl.
Krommenohl hat einen berühmten Sohn, den Opernsänger Franz Crass (1928–2012). In Wipperfürth geboren, verbrachte er zunächst nur wenige Jahre seiner Kindheit in Krommenohl. In den 1930er Jahren zog seine Familie nach Liegnitz in Schlesien. Im Jahr 1945 kehrte er wieder nach Krommenohl zurück, nachdem er wenige Wochen vor dem Ende des Krieges in amerikanische Gefangenschaft geraten war und ihm deshalb der Volkssturm erspart blieb.

## Wander- und Radwege
Durch Krummenohl verläuft der SGV-Bezirkswanderweg 6 (Wupperweg) von der Quelle zur Mündung der Wupper.